# GET-ligaen Playoff MVP
GET-ligaen Playoff MVP – nagroda przyznawana corocznie od sezonu 2006/2007 najlepszemu hokeiście fazy play-off w rozgrywkach norweskiej GET-ligaen.

## Nagrodzeni
| Sezon   | Zawodnik           | Pozycja   | Klub             |
| ------- | ------------------ | --------- | ---------------- |
| 2006–07 | Christian Larrivée | Napastnik | Storhamar        |
| 2007–08 | Ruben Smith        | Bramkarz  | Storhamar        |
| 2008–09 | Lars Erik Spets    | Napastnik | Vålerenga        |
| 2009–10 | Robert Bina        | Obrońca   | Stavanger        |
| 2010–11 | Henrik Malmström   | Napastnik | Sparta Sarpsborg |
| 2011–12 | Lars-Peder Nagel   | Napastnik | Stavanger        |
| 2012–13 | Henrik Holm        | Bramkarz  | Stavanger        |
| 2013–14 | Nick Schaus        | Obrońca   | Stavanger        |
| 2014–15 | Christian Larrivée | Napastnik | Storhamar        |
| 2015–16 | Ruben Smith        | Bramkarz  | Stavanger        |
| 2016–17 | Dan Kissel         | Napastnik | Stavanger        |
| 2017–18 | Kodie Curran       | Obrońca   | Storhamar        |
| 2018–19 | Nicklas Dahlberg   | Bramkarz  | Frisk Asker      |